# Viktor Jakusjev

Viktor Prochorovitj Jakusjev (ryska: Виктор Прохорович Якушев), född 15 november 1937 i Moskva, Sovjetunionen, död 5 juli 2001 i Moskva, Ryssland, var en sovjetisk ishockeyspelare som deltog i de Olympiska vinterspelen 1960 i Squaw Valley och 1964 i Innsbruck.
Jakusjev spelade i Sovjetunionens herrlandslag i ishockey från 1959 till 1968.
Han blev olympisk mästare en gång, 1964 i Innsbruck, och världsmästare fyra gånger. Han spelade 134 landskamper och gjorde 50 mål för Sovjetunionen.
Jakusjev misshandlades 2001 av okända gärningsmän i närheten av sitt hem i Moskva. Han avled senare av skadorna.

## Källa
- Presentation och statistik för Viktor Jakusjev som spelare  på Elite Prospects.